# Pico de Tenerife (Barbados)
El Pico de Tenerife o Pico Teneriffe es un cabo rocoso en la costa noreste de la isla de Barbados, en la Parroquia de Saint Peter.
Se trata de un acantilado de coral en forma de pináculo que no llega a 100 metros de altitud, que recibe su nombre del hecho de que la isla de Tenerife en España es la primera tierra al oriente de Barbados, según los habitantes del lugar. Si bien no se descarta la presencia en el lugar de gentes llegadas de las Islas Canarias en la época de la colonización de Barbados.
El Pico Teneriffe se encuentra en un lugar de difícil acceso, por lo que se aconseja verlo desde la distancia. Pico Teneriffe es uno de varios lugares a lo largo de la costa noreste de Barbados que le ha dado su reputación de acantilados irregulares y belleza natural.